# Serranía El Peralito
La serranía El Peralito es un afloramiento del centro de la Argentina, localizado en el extremo noroeste de la provincia de La Pampa, en el departamento Chical Co. Es el punto más elevado de la provincia, aún mayor que el cerro Negro, al cual tradicionalmente se lo reconocía como el más alto, monte que se encuentra al sudeste de El Peralito.

## Características generales
La serranía El Peralito se localiza al noroeste de la localidad de La Humada, muy próximo al límite de La Pampa con la provincia de Mendoza. Al sur se encuentra el caserío de Agua Escondida, de alrededor de 150 habitantes (del lado mendocino), mientras que al sudeste se encuentra el paraje Agua de Torres, puesto ganadero el cual posee manantiales de régimen permanente, cuya agua se entuba para abastecer a la población de La Humada.
A unos 15 km al sur del afloramiento discurre la Ruta Provincial 10 (de tierra), la cual es la que permite aproximarse a la serranía desde La Pampa, aunque mejor es el acceso desde Mendoza mediante la Ruta Provincial 190, que une Punta del Agua con Agua Escondida. Entre la Ruta 10 y el área serrana corre el río Huaico. Su nombre de “El Peralito” le fue asignado por estar cerca de un puesto ganadero de homónima denominación.
La serranía El Peralito posee una edad estimada en 500 millones de años. Orográficamente, este afloramiento serrano representa el reborde oriental de la meseta mendocina de La Payunia.

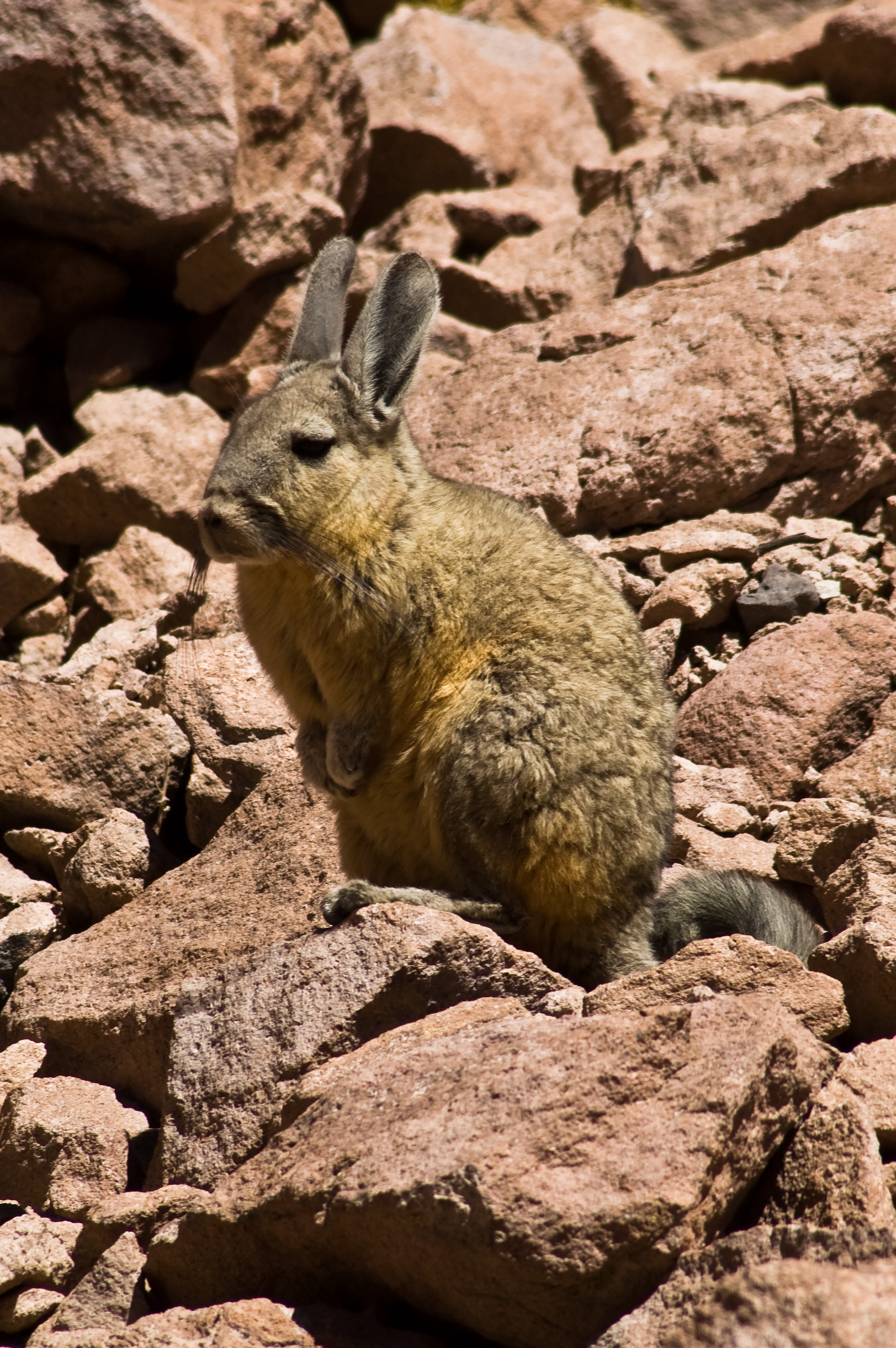
El área de esta serranía destaca por poseer las únicas poblaciones de la provincia de La Pampa del chinchillón o vizcacha de la sierra (Lagidium viscacia).

Fitogeográficamente, los pastizales y arbustos que cubren estas sierras se corresponden con la provincia fitogeográfica de la Payunia —que se extiende por el sur de Mendoza— justo antes de que comience la transición con el distrito fitogeográfico del monte de llanuras y mesetas de la provincia fitogeográfica del monte, el cual cubre todo el oeste pampeano.
Es una zona muy poco prospectada, pero por sus características únicas dentro de La Pampa se sospecha que posee numerosas especies limitadas a esta área en toda la provincia. Entre las que responden a esta característica se ha comprobado que posee las únicas poblaciones provinciales del chinchillón o vizcacha de la sierra (Lagidium viscacia).
Para proteger sus características naturales se encuentra en estudio la creación del “área protegida Cerro Negro”, la cual cubriría no solo el cerro homónimo sino también la serranía El Peralito (la que se localiza al noroeste del cerro Negro), por lo que se prevé que tendrá una superficie de entre 10 000 y 15 000 hectáreas, si bien también se proyectó que cuente con 40 000 ha.
Su clima es de desierto patagónico, próximo a la transición con el del desierto pampeano. Las temperaturas medias son de 13,5 °C. Las precipitaciones acumulan alrededor de 350 mm anuales, las que en el invierno caen ocasionalmente en forma de nieve.

## Singularidad
Con una altitud de alrededor de 1300 m s. n. m., la serranía de El Peralito constituye el punto más alto de la provincia de La Pampa. Es aún más elevado que el cerro Negro (de unos 1120 m s. n. m.), pico al cual tradicionalmente se le asignaba esa cualidad, y que se encuentra muy próximo a El Peralito, si bien es de conformación distinta, al estar constituido por basaltos, geológicamente asignados a la formación Carapacha, junto con las sierras Carapacha Grande, Carapacha Chica, Cerrito del 4, cerro Cura-Có, entre otros. Además, sus suelos corresponden a los aridisoles de la pediplanicie de Chical-Có.
La serranía El Peralito destaca también por ser el único lugar de la provincia donde se manifiesta la comunidad florística de la provincia fitogeográfica de la Payunia, característica del sur mendocino y norte del Neuquén.